# Death on the Road
Death on the Road is een livealbum van Iron Maiden uit 2005. De opnamen werden gemaakt in Dortmund, Duitsland.

## Tracklist
Cd 1:
1. Wildest Dreams 4:52
2. Wrathchild 3:06
3. Can I Play with Madness 4:41
4. The Trooper 4:12
5. Dance of Death 9:24
6. Rainmaker 4:02
7. Brave New World 6:10
8. Paschendale 10:18
9. Lord of the Flies 5:04

Cd 2:
1. No More Lies 7:50
2. Hallowed Be Thy Name 7:13
3. Fear of the Dark 7:09
4. Iron Maiden 4:21
5. Journeyman 7:03
6. The Number of the Beast 4:54
7. Run to the Hills 3:55

## Bandleden
- Bruce Dickinson - zang
- Steve Harris - basgitaar
- Dave Murray - gitaar
- Adrian Smith - gitaar
- Janick Gers - gitaar
- Nicko McBrain - drums